# One-reeler/Act IV
『One-reeler / Act Ⅳ』（ワン・リーラー / アクト フォー）は、女性アイドルグループIZ*ONEの4thミニアルバムである。2020年12月7日にStone Music Entertainment、GENIE MUSICより発売された。

## 概要
本作は、前作の『Oneiric Diary (幻想日記)』より6か月ぶりのアルバムリリースとなる。2021年4月をもって活動終了したため、実質最後の作品（CDシングルおよびアルバム）となった。
CDの発売形態はScene #1・Scene #2・Scene #3の3形態とKiT ALBUM盤が1形態で合計4形態。
発売日およびアルバムタイトルが2020年11月23日に発表された。発売前日の12月6日に行われた「2020 Mnet Asian Music Awards」にてタイトル曲『Panorama』を初披露。12月7日発売当日午後6時には、音源及びミュージックビデオを公開し、午後8時に発売記念の特別番組「IZ*ONE One-reeler Premiere」が全世界に公開された。
アルバムタイトルの『One-reeler / Act Ⅳ』は短編映画を意味し、12人の美しい若者と成長の過程を映画のワンシーンのように「Scene」形式で表現。タイトル曲の「Panorama」をはじめ、「Mise-en-Scène」「Sequence」など同テーマに沿った映画装置のような収録曲となっている。キム・チェウォンが「느린 여행 (Slow Journey)」の作詞・作曲に参加した。

## 収録曲
| #         | タイトル                    | 作詞                                 | 作曲                                                                | 編曲                                 | 時間  |
| --------- | --------------------------- | ------------------------------------ | ------------------------------------------------------------------- | ------------------------------------ | ----- |
| 1.        | 「Mise-en-Scène」           | チョン・ホヒョン (e.one)             | チョン・ホヒョン (e.one)                                            | チョン・ホヒョン (e.one)             | 3:19  |
| 2.        | 「Panorama」                | KZ, ビオ (B.O.), FAB                 | KZ, Nthonius, ビオ (B.O.), FAB, ジェインス (Jayins), チ・イェジュン | ウンキム, FAB, KZ, Nthonius          | 3:42  |
| 3.        | 「Island」                  | YOSKE, Alive Knob                    | YOSKE, Alive Knob                                                   | YOSKE, Alive Knob, SEAN OH           | 3:13  |
| 4.        | 「Sequence」                | チョン・ホヒョン (e.one)             | チョン・ホヒョン (e.one)                                            | チョン・ホヒョン (e.one)             | 3:10  |
| 5.        | 「O Sole Mio」              | SCORE (13), MEGATONE (13), EDEN (13) | SCORE (13), MEGATONE (13), EDEN (13)                                | SCORE (13), MEGATONE (13), EDEN (13) | 3:30  |
| 6.        | 「느린 여행」(Slow Journey) | イギ, ヨンベ, キム・チェウォン       | イギ, ヨンベ, キム・チェウォン                                      | イギ, ヨンベ                         | 3:19  |
| 合計時間: | 合計時間:                   | 合計時間:                            | 合計時間:                                                           | 合計時間:                            | 20:13 |